# Огуз-Наме

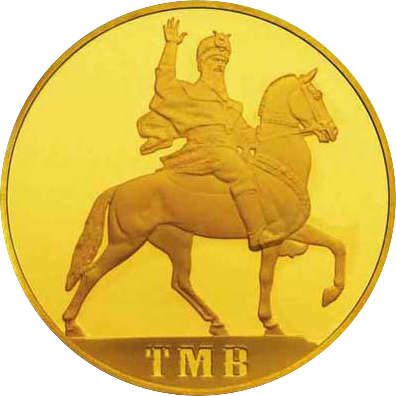
Изображение Огуз-хана на памятной туркменской монете в 20 манатов

«Огу́з-Наме́» («Книга Огуза») — эпические памятники о легендарной родословной тюрков-огузов и уйгуров о Огуз-кагане (Огуз-хане).
Сохранились рукописи отдельных произведений, написанных в средние века. Помимо этого сохранились фрагменты в средневековых исторических сочинениях, в частности работе Фазлуллаха Рашид ад-Дина «Джами ат-Таварих» («Сборник летописей»), а также уйгурская версия XIII—XIV вв. Рукопись XV века этой версии хранится в Париже. В XVII веке мусульманскую версию эпоса под названием «Родословная туркмен» создал хивинский хан Абулгази.
Кроме того, каждое из 12 сказаний другого тюркского эпического памятника «Китаби деде Коркуд» также названо словом «Огуз-Наме».
В 1309 году историк тюркского происхождения Абубекр ибн Абдуллах ибн Айбек-ад-Давадари написал в Египте на арабском небольшую хронику («Жемчуг из истории восславленных»), где писал о некой переведённой из тюркского на персидский язык книге, принадлежащей в VI веке визирю сасанидского правителя Ануширавана, Бузург-Мехрую. Эта книга, которая называлась «Дастан Улухан Ата Битикчи», в VIII веке, во время правления Харун-ар-Рашида была переведена на арабский. Абубекр, используя эту рукопись, рассказывал о тюркских дастанах, Огуз-хане и вошедшим позднее в эпос «Китаби Деде Коркуд» Тепегёзе. Произведение было известно также как «Огузнаме», оригинал которого не дошёл до наших дней. Рассказы о Тепегёзе из этого произведения отличаются от «Огузнаме», написанного на уйгурском и хранящегося в Париже.
В 2007 году по мотивам эпоса азербайджанским композитором Джаванширом Гулиевым был создан одноимённый балет «Огузнаме».

## «Огуз-наме» Рашид ад-Дина
Среди письменных источников, которые достаточно полно отображают раннюю историю тюрков, «Джами ат-таварих»  Фазлаллаха Рашид ад-Дина  занимает очень важное место, так как является фундаментальным и классическим историческим трудом. В нем впервые об истории тюрков-огузов рассказывается в контексте мировой истории, что является показателем того, что в XIII-XIV вв. на Среднем Востоке придавалось исключительное значеним огузам, как предкам тюрков-мусульман. Огузы, которые начиная примерно с XI в. именуются туркменами, являются предками западных тюркских народов, живущих в настоящее время в Туркменистане, Азербайджане, Иране, Турции и Ираке. Одним из фрагментов «Джами ат-таварих» является «История Огуза и его потомков, а также упоминание о султанах и владыках тюрок», которое в современной исторической науке называют в сокращённом виде — «Огуз-наме».
Список 24-х внуков Огуз-хана, от которых ведут свое происхождение одноимённые древние племен огузов (туркмен), согласно «Огуз-наме»:
Племена бозок
Дети Кюн-хана, старшего сына Огуз-хана:
1. Кайи, т. е. могущественный
2. Байат, т. е. богатый, полный благодати.
3. Алкаравли , т. е. в каком бы месте он ни был, всегда удачливый и достигающий благоденствия.
4. Кара-Ивли, т. е. по чернотропу прекрасно ездил.

Дети второго сына Ай-хана:
1. Йазыр, т. е. люди многих стран будут на твоей стороне.
2. Догер (Дока), т. е. ради общения.
3. Додурга, т. е. завоеватель страны и устанавливающий порядок.
4. Япарлы (настоящее имя Ягма), т. е. великий.

Дети третьего сына, Юлдуз-хана:
1. Авшар, т. е. проворный в деле и страстный охотник.
2. Кызык, т. е. сильный, знаток законов и битв.
3. Бегдили, т. е. всегда дорог, как слово старших.
4. Каркын, т. е. имеющий много пищи и утоляющий голод народа.

Племена учок
Сыновья четвертого сына, Гёк-хана:
1. Байандур, т. е. всегда живущий в полном довольствии.
2. Беджене, т. е. проявляющий ревностное старание.
3. Чавулдур, т. е. помогающий всякому в его деле, борющийся, беспокойный.
4. Чепни, т. е. везде, где есть враг, немедленно вступающий в сраженье.

Сыновья пятого сына, Так-хана:
1. Салур, т. е. куда бы ни пришел, везде сражаешься мечом и палицей.
2. Эймур, т. е. имеет много воинов и богатый.
3. Алаюнтлу, т. е. всегда имеющий много прекрасных животных (коней).
4. Урегюр, т. е. его дела всегда на высоте.

Сыновья шестого сына, Тенгиз-хана:
1. Йигдыр, т. е. прекрасный и великий.
2. Бюгдюз, т. е. по отношению к другим кроткий и услужливый.
3. Йива, т. е. его названия (степени) всегда прекрасны и высоки.
4. Кынык, т. е. уважаемый везде, где бы не находился.